# Digiunoterapia
Digiunoterapia è un termine che si è diffuso fra i più accesi e convinti sostenitori e praticanti del digiuno inteso come pratica volta a recuperare il benessere e la salute totale del corpo fisico.

## Storia
La pratica del digiuno si perderebbe nella notte dei tempi, in quanto, secondo i sostenitori sarebbe "istintuale"; ma il primo a parlarne in questi termini "terapeutici", e in un libro abbastanza esteso sull'argomento, sarebbe stato Herbert M. Shelton.
A lui fanno riferimento praticamente quindi tutti gli igienisti, o per lo meno quelli fra loro che seguono la "corrente di pensiero" igienista da lui iniziata. Altre infatti sono nate ed esistono, contrapposte o complementari ad essa.
Una di queste per esempio prevede l'uso di argilla e/o altre metodiche naturali in aggiunta alla pratica del digiuno, che non solo ed esclusivamente questo. Il digiuno totale e il processo di autolisi menzionato, assieme alle corrette combinazioni alimentari e a una sana alimentazione, non sarebbero infatti sufficienti, secondo molti altri ugualmente autorevoli igienisti.Solamente una vita sana a tutti gli effetti lo sarebbe; per questo altri autori evidenziano il ruolo essenziale che giocherebbero anche altri fattori e rimedi naturali.
In Russia lo studio del digiuno terapeutico  risale alla fine del 1800 (trattato  di Petr Vil’jaminov del 1769),  continua nell’800 con le ricerche di L. A. Struve, I. G. Spasskij, N. L. Zeland e prosegue con Vladimir Pašutin, che studia le caratteristiche fisiologiche e patofisiologiche del digiuno umido e secco (1902). Nel Novecento lo studio continua con Aleksej Suvorin (1931) e Bakulev (1956) e sarà divulgato nell’Unione Sovietica negli anni ’60, per opera di Jurij Nikolaev (1905-1998).
A questo medico, psichiatra di professione, si deve l’approvazione e l’introduzione del metodo, (per cui coniò il nome Razgruzočnodietičeskaja terapija, dietodigiuno terapia, abbreviato in RDT), nel sistema sanitario statale dell’URSS.
Tra la fine degli anni ‘40 e gli anni ‘60 Nikolaev intensificò le sue osservazioni sui malati di schizofrenia che diventarono l’oggetto della sua tesi di dottorato, esposta nel 1960 col titolo Razgruzočno-dietičeskaja terapija šizofrenii i ee fiziologičeskoe obosnovanie (La terapia del digiuno nel trattamento della schizofrenia e le sue basi fisiologiche). Di lì a poco riuscì a inoltrare il digiuno terapeutico nella pratica clinica, contribuendo a farlo approvare dal Ministero della Sanità dell’URSS. Nel 1961 Nikolaev fu invitato a dirigere la cattedra di psichiatria dell’Istituto medico di Rostov sul Don e durante i suoi due anni di gestione riuscì a creare una scuola di esperti di digiuno terapeutico e a “contagiare” numerosi colleghi. Nei decenni successivi Nikolaev lavorò fondamentalmente a Mosca, all’Istituto di ricerca scientifica di psichiatria del Ministero della Repubblica Sovietica Russa, riuscendo comunque a coordinare il lavoro dei tanti reparti di digiunoterapia che nel frattempo erano stati aperti ovunque in tutta l’Unione Sovietica. Importante per lo sviluppo del metodo fu la raccolta Problemy lečebnogo golodanija (Problemi di digiuno terapeutico), uscita a Mosca nel 1969 e ospitante, oltre a quello di Nikolaev, il contributo di altri ricercatori. Del crescente aumento dell’interesse e del fervore degli studi parla lo stesso Nikolaev nel suo libro Golodanie radi zdorovija (Il digiuno per la salute), uscito per la prima volta nel 1973 in 200 000 copie e riedito nel 1988.

## Critiche al digiuno e pericoli connessi

### La corretta ripresa alimentare
La pratica del digiuno malgestita sarebbe, a detta degli stessi fautori del metodo, molto più dannosa della malattia stessa.
I pericoli maggiori (in circostanze "normali", ossia in individui "non malati gravi") sarebbero comunque sempre e solo da riportare alla "buona interruzione" del digiuno stesso, ossia alla "corretta ripresa" alimentare.
Lo stomaco e l'intestino, infatti, ormai non più abituati a lavorare come prima, andrebbero riportati lentamente, non in modo brusco, alla loro attività. E questo, tanto più lentamente quanto più protratto è stato il digiuno.
Molte altre critiche vengono rivolte alla digiunoterapia e ai praticanti della stessa, soprattutto dalla medicina, che rileva tra le altre cose la mancanza di sperimentazione scientifica circa i presunti effetti benefici del digiuno, e la potenziale pericolosità dello stesso.
In presenza del morbo (o sindrome) di Gilbert, spessissimo non diagnosticato, il digiuno può danneggiare anche le cellule cerebrali.

### Il parere di Ehret
Anche secondo le teorie pseudoscientifiche di Arnold Ehret, un digiuno portato all'eccesso, ossia troppo lungo, è dannoso (anche Ehret basa comunque le sue teorie alternative su un modello biologico e medico totalmente non dimostrato da un punto di vista scientifico).
Secondo il suo ipotetico e non dimostrato concetto di muco, la presunta sostanza estranea ostruirebbe i vasi sanguigni, che si restringerebbero molto durante i digiuni prolungati, rallentando così la circolazione sanguigna non solo della presunta "mucosità", ma anche di tutti i presunti materiali di scarto che non potrebbero poi più essere eliminati adeguatamente.